# Miletus aronicus
Miletus aronicus är en fjärilsart som beskrevs av Hans Fruhstorfer 1914. Miletus aronicus ingår i släktet Miletus och familjen juvelvingar. Inga underarter finns listade i Catalogue of Life.